# Fehér Lajos (politikus)
Fehér Lajos (Szeghalom, 1917. december 15. – Budapest, 1981. november 1.) magyar újságíró, politikus, az MSZMP Politikai Bizottságának tagja, a Kádár-korszak meghatározó agrárpolitikusa, miniszterelnök-helyettes.

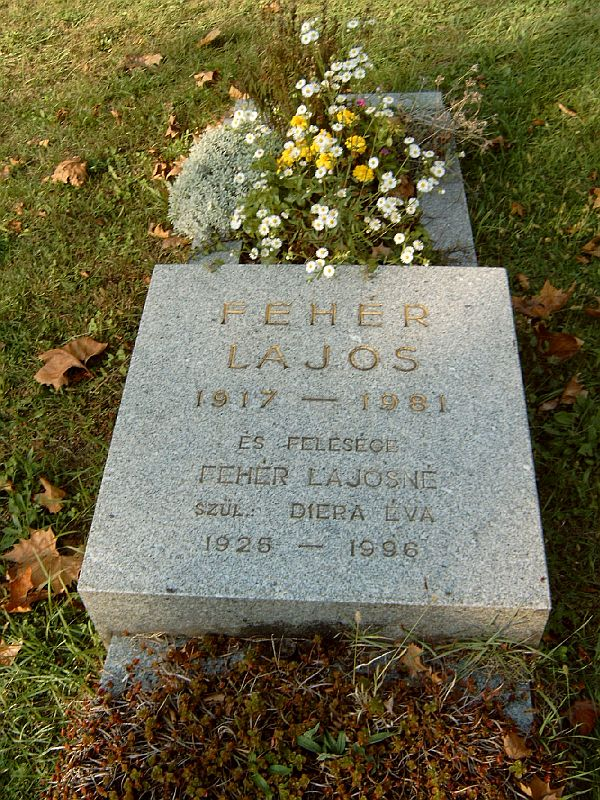
Sírja a Fiumei úti sírkertben (13. parcella, Munkásmozgalmi sírsétány, bal oldal-20)

## Életútja

### Ifjúsága, tanulmányai
Szegény, református paraszti családban született. Az elemi iskola elvégzése után szülővárosában, a Református Péter András Reálgimnáziumban volt diák (1928–1936), majd Debrecenbe ment továbbtanulni, a Református Kollégium Tanárképző Intézetébe. Már egyetemistaként, 1937-től részt vett a népi írók körül szerveződő Márciusi Front munkájában, közben jó kapcsolatokat épített ki több kisgazda és parasztpárti politikussal, de a magyar történelem marxista értelmezését adó Mód Aladárral is. 1941-ben a debreceni egyetemen latin és történelem szakos tanári diplomát szerzett, és ettől az évtől kezdve több újság munkatársa is lett (Szabad Szó, Tiszántúl, Kis Újság).

### Az illegális kommunista mozgalomban
Az agrárkérdésekkel foglalkozó Fehér 1942-ben lépett be az illegális kommunista pártba (KMP, 1943-tól Békepárt), ahol a vidéki szervezésben vett részt: a gyakorlatban ez leginkább röplapok sokszorosítását és terjesztését jelentette. 1943-ban illegalitásba vonult, 1944 júliusától pedig, miután több munkatársát elfogták, és ő maga is veszélybe került, a fegyveres ellenállás szervezésében kapott szerepet. Ekkoriban ismerte meg a már Márciusi Frontban is tevékenykedő Donáth Ferencen keresztül a párt több vezető személyiségét, köztük Péter Gábort és Horváth Mártont. 1944 hátralévő részében az MKP Katonai Bizottságát vezető, német- és nyilasellenes akciókat kitervelő Pálffy György és Sólyom László kapcsolattartója volt, illetve partizánakciókat hajtott végre – az ő csoportja robbantotta fel Gömbös Gyula szobrát is Budapesten. A főváros ostromát Óbudán rejtőzködve vészelte át, Kovács Gyula álnéven.

### A Rákosi-korszakban
1945 januárjának végén részt vett a budapesti rendőrség keretén belül működő Politikai Rendészeti Osztály – az ÁVO és ÁVH elődje – létrehozásában, amelynek helyettes vezetője lett. (Később két másik osztályvezető-helyettest is kineveztek, miáltal Fehér súlya jelentősen csökkent.) Péter Gábor jobbkezeként elsősorban tagtoborzói, majd személyzeti és adminisztratív feladatokat látott el; hajdani partizántársai nagy részét is a PRO kötelékébe juttatta. Nevéhez fűződik politikailag gyanús és politikai okokból letartóztatott személyek adatait gyűjtő Politikai Rendészeti Nyilvántartó Hivatal létrehozása. A „reakciós” és „fasiszta” elemek kiszűrése érdekében támogatta az igazoló bizottságok munkájának fokozását és a B-listázás kiterjesztését.
1945 augusztusában az MKP titkársága úgy döntött, hogy kérésére áthelyezik a kommunista agrárlap, a Szabad Föld élére, ám erre még Péter Gábor ellenállása miatt nem került sor. Ismételt kérésére 1946 szeptemberében végül a titkárság a pártközpont falusi osztályára helyezte, de a döntés csak másfél éves csúszással valósult meg. 1947-ben a Szabad Föld felelős szerkesztője lett, később a központi pártlap, a Szabad Nép mezőgazdasági rovatát vezette főszerkesztő-helyettesként. Támogatta az 1953-ban kormányfővé kinevezett Nagy Imre reformjait, az ún. „új szakasz” politikáját. 1954-ben az MDP Központi Vezetőségének póttagjává választották, de mivel bírálta Nagy Imre menesztését és a sztálinista-rákosista restaurációt, eltávolították az újságtól és vidékre helyezték. 1955–56 során a Balatonnagybereki Állami Gazdaság igazgatója volt. 1956. július 7-én ő is részt vett Nagy Imre demonstratív jellegű születésnapi ünnepségén.

### A Kádár-rendszerben

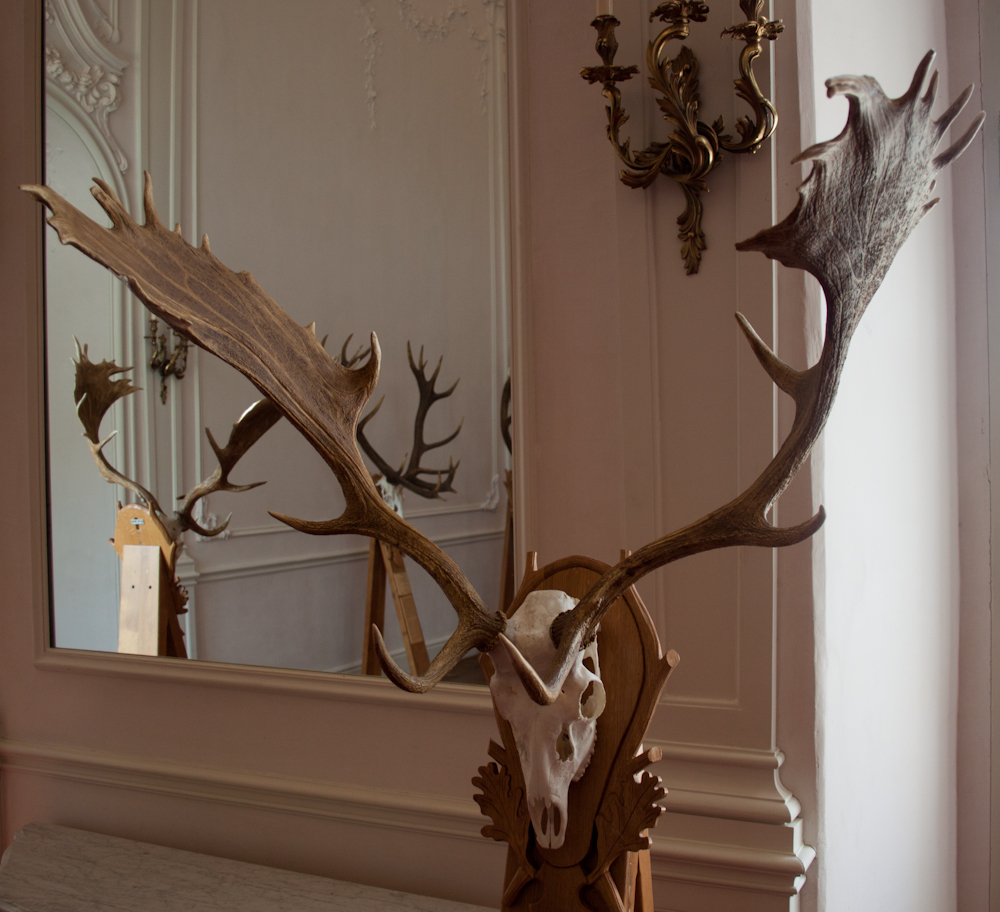
Hobbija volt a vadászat: világrekorder dámbika-trófeája 1969-ből a hatvani Széchenyi Zsigmond Vadászati Múzeumban

Az 1956-os forradalom időszakában az október 24-én megalakult Katonai Bizottság tagja lett. A forradalom leverését követően aktív szerepet játszott az MSZMP megszervezésében. 1956 novemberétől a Népszabadság vezetésében tevékenykedett, néhány hétig főszerkesztőként, ám a szovjet vezetés Nagy Imre hívének tartotta, tevékenységét túl függetlennek ítélte, vezetése alatt, már a forradalom leverése utáni hetekben még egy sztrájk is lezajlott. Ezért szovjet utasításra Kádárnak le kellett váltania, helyére a rákosibarát Friss Istvánt kinevezve. Fehér 1959-ig szerkesztőként dolgozott tovább. 1957 áprilisáig a szénbányászat újraindításával megbízott kormánybiztosságot vezette. Közben az MSZMP Ideiglenes Intéző Bizottságának és Ideiglenes Központi Bizottságának, majd 1957-ben a párt Politikai Bizottságának és Központi Bizottságának tagja lett. 1959–1962 között a KB titkára volt. A KB mezőgazdasági osztályának vezetőjeként, majd 1966–1974 között a KB Szövetkezetpolitikai Munkaközösségének elnökeként meghatározó szerepet játszott a korabeli agrárpolitika alakításában. A termelésre súlyos csapást mérő erőszakos szövetkezetesítést követően Erdei Ferenccel együtt a rendszer korrekciója érdekében lépett fel, aminek következtében lehetővé tették a háztáji megművelését, feloldották az állattartás korábbi korlátozásait, a szövetkezeteken belüli juttatásokat pedig rugalmasabbá tették, amivel sikerült javítaniuk a parasztok életszínvonalát és a mezőgazdasági termelést is.
1962–1974 között miniszterelnök-helyettesként tevékenykedett Kádár János, Kállai Gyula, majd Fock Jenő kormányában, ahol az új gazdasági mechanizmust kidolgozó, piacosító reformokat támogató csoportba tartozott. Helyettesként felügyelete alá tartoztak honvédelmi, közigazgatási és kereskedelmi ügyek, a bel- és igazságügy, valamint a Népi Ellenőrzési Bizottságok is. A párton belüli ellenzék nyomására 1974 márciusában nyugdíjazták, PB-tagsága 1975-ben szűnt meg. KB-tagságát haláláig megőrizte. Ezután élete végéig emlékiratain dolgozott, amelynek életében csak első, 1945-ig tartó része jelent meg; később az 1954-ig jutó második kötet is napvilágot látott. 1959-től haláláig a Magyar Partizánszövetség vezetője volt.

## Művei
- Harcunk Budapestért. Fejezet a magyar fegyveres ellenállási mozgalom történetéből; Szikra, Bp., 1946
- A magyar demokrácia három éve; Szikra, Bp., 1947 (Szabad Föld téli esték könyvei)
- Parasztszövetkezetek; MKP Orsz. oktatási osztálya, Bp., 1947 (Oktatási füzetek. Falusi tanfolyam. Gyakorlati ismeretek)
- Nagyatáditól a földreformig; Szikra, Bp., 1947 (Szabad Föld könyvtára)
- Munkás-paraszt szövetség; Szikra Ny., Bp., 1948 (Szemináriumi füzetek falusi alapfokú szemináriumok számára)
- Új élet szabad földön; grafikonok Bognár Klára et al.; Országos Tervhivatal, Bp., 1948
- Tiéd az ország magadnak építed. A magyar demokrácia négy éve; Szikra, Bp., 1948 (Szabad Föld téli esték könyvei)
- A fasizmus ellen a szabadságért; Szikra, Bp., 1948 (Szabad Föld téli esték könyvei)
- Magyar szabadsághősök; Szikra, Bp., 1948 (Szabad Föld téli esték könyvei)
- Öt hét a világ legfejlettebb mezőgazdaságában. Riportkönyv a magyar parasztküldöttség szovjetunióbeli tanulmányútjáról; DÉFOSZ, Bp., 1949
- Szovjet tapasztalatokkal a szocialista mezőgazdaságért; Szikra, Bp., 1952
- Termelőszövetkezeti mozgalmunk helyzete és feladatai; Akadémiai Ny., Bp., 1952
- A mezőgazdasági rovatok feladata a kormányprogram megvalósításában; Magyar Újságírók Országos Szövetsége, Bp., 1953 (Újságírók szakmai előadásai és vitái a Magyar Újságírók Országos Szövetségében)
- Harcunk Budapestért; Szikra, Bp., 1955
- A magyar mezőgazdaság fejlődésének útja; Kossuth, Bp., 1957
- Népgazdaságunk helyzete / A szocializmus építésének időszerű feladatai. Kádár János, Fehér Lajos felszólalása az országgyűlés 1960. dec.-i ülésszakán; Kossuth, Bp., 1960 (Tananyag a Magyar Szocialista Munkáspárt Időszerű kérdések tanfolyama számára. 1960–1961.)
- A mezőgazdaság szocialista átalakításáért. Kádár János, Fehér Lajos, Losonczi Pál beszédei az országgyűlés 1960. dec. 1-9. ülésszakán; Kossuth, Bp., 1960
- A mezőgazdaság szocialista átalakításának és a termelőszövetkezetek megszilárdításának hazai tapasztalatai és feladatai; Kossuth, Bp., 1960 (Az MSZMP Központi Bizottsága politikai akadémiája)
- A mezőgazdaság helyzetéről és a további feladatokról; Kossuth, Bp., 1962
- Hogyan tovább a magyar mezőgazdaságban?; Kossuth, Bp., 1962 (Az MSZMP Központi Bizottsága politikai akadémiája)
- A szocialista mezőgazdaságért; Kossuth, Bp., 1963
- A mezőgazdaság három éve; Kossuth, Bp., 1965 (Az MSZMP Központi Bizottsága politikai akadémiája)
- A mezőgazdaság fejlesztésének fő irányai; Kossuth, Bp., 1966
- Agrár- és szövetkezeti politikánk időszerű kérdései; Kossuth, Bp., 1969 (Az MSZMP Központi Bizottsága politikai akadémiája)
- Agrár- és szövetkezeti politikánk, 1965–1969; Kossuth, Bp., 1970
- A Magyar Jogász Szövetség Szövetkezeti Jogász Szakosztály 1. Országos Munkaértekezletének munkaanyaga. Balatonfüred, 1971. okt. 4-6.; Korom Mihály, Fehér Lajos beszédeivel, szerk. Zsohár András; Magyar Jogász Szövetség, Bp., 1971
- A szövetkezeti törvény; Korom Mihály és Fehér Lajos beszédével; Közgazdasági és Jogi, Bp., 1971
- Így történt; Magvető, Bp., 1979 (Tények és tanúk)
- Sorsfordító évtizedek. Cikkek és beszédek, 1941–1981; vál., előszó Barla Szabó Ödön és Sipos Levente; Kossuth, Bp., 1987